# George Sandys
George Sandys (Bishopthorpe, 2 marzo 1577 – 1644) è stato un viaggiatore britannico.

## Biografia

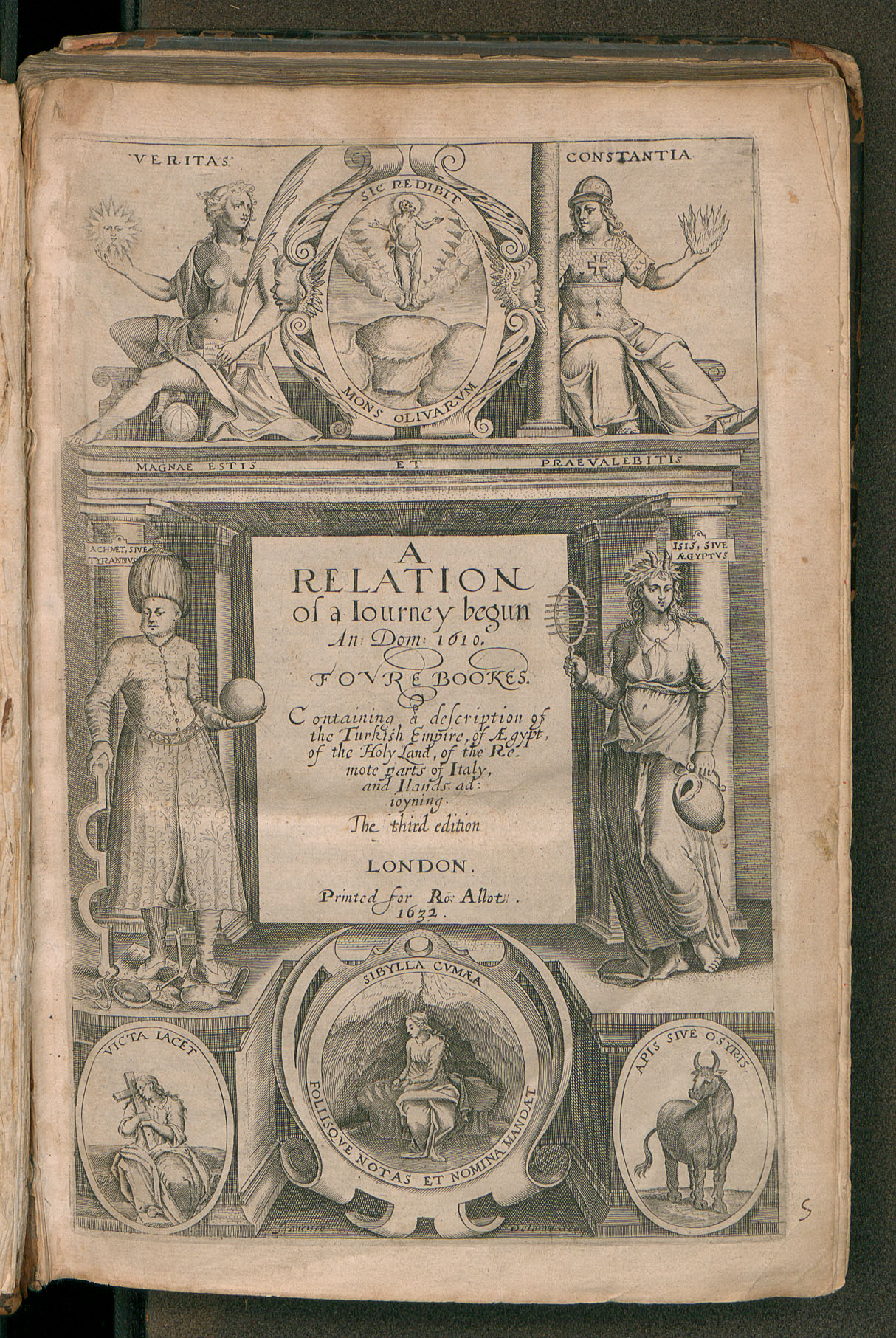
Relation of a journey begun Anno Domini 1610, 1632

Nacque a Bishopsthorpe, settimo e ultimo figlio di Edwin Sandys, arcivescovo di York.
Durante i suoi viaggi, che cominciarono nel 1610, visitò la Francia, l'Italia settentrionale e da Venezia arrivò a Costantinopoli, quindi in Egitto, in Palestina, a Cipro, in Sicilia, a Napoli e a Roma.
I suoi resoconti, dedicati a Carlo I d'Inghilterra, furono pubblicati nel 1615 e diedero un contributo sostanziale alla geografia e all'etnologia.